# Michel Mommertz
Michel Mommertz (Kerkrade, 14 april 1961) is een Nederlands voormalig prof voetballer.
Mommertz debuteerde in augustus 1976 op een leeftijd van 16 jaar en 9 dagen in het eerste elftal van Roda JC. Zijn eerste wedstrijd in de Eredivisie speelde hij op 23 april 1977. Daarmee was hij op dat moment na Wim Kras van FC Volendam de jongste debutant ooit in die competitie. Hij brak uiteindelijk niet door bij Roda JC en na 22 wedstrijden kwam hij op zijn negentiende zonder club te zitten. Hij trainde individueel bij Wiel Coerver, met wie zijn vader bij Rapid JC gespeeld had, en ging daarna naar Hongkong. In de zomer van 1983 gaat hij bij het net naar de Eerste divisie gedegradeerde N.E.C. spelen dat dankzij de bekerfinale wél in de Europacup II uitkwam. Mommertz scoorde in de uitwedstrijd tegen het Noorse SK Brann, waardoor N.E.C. de tweede ronde haalde. In de thuiswedstrijd tegen FC Barcelona (2-3 nederlaag) scoorde Mommertz in een uitverkochte De Goffert een van de twee doelpunten van N.E.C. Met N.E.C. promoveerde hij in de zomer van 1985 via de nacompetitie naar de Eredivisie. In het seizoen 1986/1987 sloot hij door een enkelblessure zijn spelersloopbaan op zijn vijfentwintigste af bij MVV.
Hierna ging hij voor Coerver werken en met diens trainingsmethoden, de Coerver-methode, werkt hij internationaal. Met Coerver ging hij naar de Verenigde Arabische Emiraten waar hij aan een voetbalschool ging werken. Na een paar jaar kwam het tot een breuk met Coerver, en Mommertz zou twaalf jaar in de Emiraten blijven wonen. Hij ontwikkelde een cd-rom met oefenmethoden waarbij hij ook eigen ideeën aan de methodes van Coerver toevoegde. In april 2015 maakte Coervers en Mommertz' oude club Roda JC bekend dat onder de leiding van Mommertz de jeugd en beloften teams van de Roda JC Voetbalacademie op de velden van trainingslocatie Gemeentelijk Sportpark Kaalheide, gaan trainen volgens de Coerver-methode.